# Danny Carvajal
Danny Carvajal (San Ramón, 8 januari 1989) is een Costa Ricaans voetballer die als doelman speelt bij FC Ryukyu.

## Clubcarrière
Carvajal begon zijn carrière in 2009 bij Brujas FC. Hij tekende in 2011 bij AD San Carlos. Hij tekende in 2013 bij Deportivo Saprissa. Met deze club werd hij in 2013/14, 2014/15, 2015/16 en 2016/17 kampioen van Costa Rica. Hij tekende in 2017 bij Albacete Balompié. Vanaf 2018 speelde Carvajal voor Tokushima Vortis, Mito HollyHock en FC Ryukyu in Japan.

## Interlandcarrière
Carvajal debuteerde in 2017 in het Costa Ricaans nationaal elftal en speelde 3 interlands.